# Teofil Fabiny
Pour les articles homonymes, voir Fabini.
Dans le nom hongrois Fabiny Teofil, le nom de famille précède le prénom, mais cet article utilise l’ordre habituel en français Teofil Fabiny, où le prénom précède le nom.
Teofil Fabiny (hongrois: Fabiny ou Fabinyi Teofil Márton Sámuel ; allemand: Teofil von Fabiny), né le 11 octobre 1822 à Pest et décédé le 4 mars 1908 à Budapest est une personnalité politique hongroise. Il occupe le poste de ministre de la Justice de la Hongrie du 15 mai 1886 au 9 avril 1889. 

## Carrière
Il est le fils du professeur János Teofil Fabini et de Mária Erzsébet Liedemann. Après des études au collège d'Eperjes et à l'université de Pest, Teofil Fabiny est reçu avocat en 1845. Il est procureur du comté de Pest en 1850, juge de paix (járásbiró) de Pest en 1851 et responsable sur le plan national de la médecine légale en 1854. Il est juge au Conseil des Sept en 1861 puis de la Cour suprême de Pest en 1881. Il est membre du parlement (Parti libéral) en 1886 et occupe le poste de ministre de la Justice du 15 mai 1886 au 9 avril 1889.
Il est superviseur de la paroisse de Banya (Transylvanie) de l'Église évangélique de Hongrie entre 1880 et 1898 comme co-président avec les évêques Gusztáv Szeberényi (hu) puis Sámuel Sárkány.
Décoré de l'ordre de la Couronne de fer première classe avec la dignité de conseiller privé réel (1887) et chevalier de l'ordre de Saint-Étienne de Hongrie (1884).
Il épousa (1849) Emília Beretvás (1830-1892) dont Pál Fabiny (1850-1914), conseiller ministériel, magistrat et superviseur de l'Église évangélique du comté de Pest, et Ferenc Fabiny (1854-1916), docteur en droit, président du tribunal royal de Szeged et directeur de banque.

## Source
- Országgyűlési almanach 1884-1944 , Budapest, 1888
- Ágnes Kenyeres, Magyar életrajzi lexikon I. (A–K), éd. Akadémiai, Budapest, 1967